# Gyretes sinuatus
Gyretes sinuatus är en skalbaggsart som beskrevs av Leconte 1851. Gyretes sinuatus ingår i släktet Gyretes och familjen virvelbaggar.

## Underarter
Arten delas in i följande underarter:
- G. s. sinuatus
- G. s. compressus